# Абдуллин, Басир Маджитович
Баси́р Маджи́тович Абду́ллин (1892, Карагали, Астраханская губерния, Российская империя — 1938) — российский и советский юртовско-ногайский писатель, журналист и просветитель. Первый ногайский драматург.

## Биография
Родился в семье юртовских ногайцев в селе Карагали в Зацарёвской волости Астраханского уезда Астраханской губернии. Вырос в слободе Тияк на южной окраине Астрахани, где окончил мусульманскую приходскую школу. Позднее учился в медресе Астрахани и Казани. Был учеником просветителя Абдрахмана Умерова, основателя газеты «Идель» и первого имама-мухтасиба мусульман Астраханской губернии.
В конце 1920-х Абудллин на несколько лет переехал в Туркменскую СССР, где работал в редакции одной из газет. Стоял у истоков туркменоязычной драматургии, выступая под псевдонимом Басир Аштарханлы — «Басир Астраханец».
В начале 1930-х перебрался в Дагестан, где сначала возглавлял ногайскую газету «Кызыл Байрак» в селе Терекли-Мектеб, затем — ногайское отделение Государственного издательства ДагССР в Махачкале. Писал пьесы, рассказы, материалы для народного просвещения. В 1934 году написал повесть в двадцати двух частях «В опьянении богатством», позднее переведённую с ногайского и переизданную известным лингвистом-тюркологом Леонидом Арслановым. Издавались после смерти Абудллина и другие его произведения. Так, в 1991 году в Черкесске была издан его роман «Герой степей» на ногайском языке.
В 1938 году был арестован как «враг народа» и расстрелян. Посмертно реабилитирован в 1968 году.